# Млини (Дніпро)
Млини — місцевість у місті Дніпро у його Шевченківському адміністративному районі.
Млини були південним висілком запорозького села Половиці.

## Опис

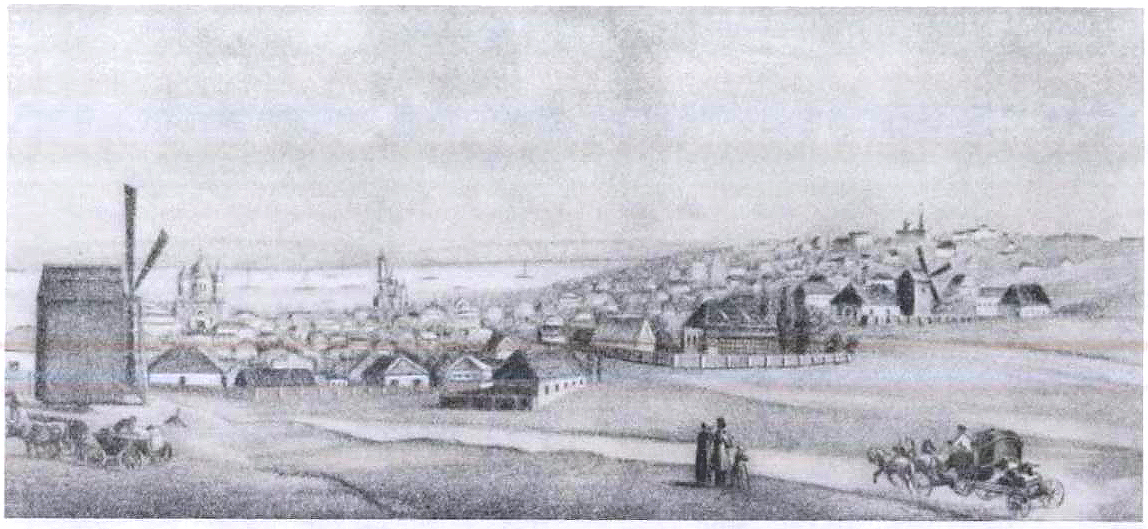
Млини на старому малюнку.

Місцевість знаходиться на пагорбі між Довгим та Кленовим байраками. Названі ймовірно за млинами-вітряками Половиці. За катеринославської доби, коли Катеринослав почав забудовуватися угору на другий пагорб, був прозваний "Новими планами". Також у торговців нерухомістю поширена назва "Тихий центр".
На сході Млинів, на західних схилах Довгого буєраку утворилася Єврейська слобода з кладовищем.

### Межі
Північною межею слугує вулиця Святослава Хороброго; західною межею є Кленовий байрак, східною —Довгий байрак, південною - проспект Пилипа Орлика.

## Архітектура
Правильна, шахова сітка вулиць. Млини забудовані переважно приватним сектором. Багато пам'яток архітектури катеринославського періоду. Млини поступово забудовується сучасними багатоповерховими будівлями індивідуальних проектів.

## Головні вулиці
- вулиця Святослава Хороброго,
- вулиця Січових Стрільців,
- вулиця Грушевського,
- проспект Поля,
- проспект Лесі Українки,
- проспект Пилипа Орлика.

## Транспорт
Трамвайні маршрути №№ 4, 5, 7, 12.